# 雅江早熟禾
雅江早熟禾（学名：Poa yakiangensis）为禾本科早熟禾属下的一个种。